# مورستون
مورستون (به انگلیسی: Morston) یک روستا و محله مدنی در بریتانیا است که در North Norfolk واقع شده‌است. مورستون ۸٫۶۸ کیلومتر مربع مساحت دارد.